# Залом (Закарпатская область)
Залом (укр. Залом) — село, входит в Хустскую городскую общину Хустского района Закарпатской области Украины.
Население по переписи 2001 года составляло 2323 человека. Почтовый индекс — 90414. Телефонный код — 3142. Код КОАТУУ — 2125384202.